# Unidad Plan Belgrano
La Unidad Plan Belgrano fue un organismo argentino con rango de Secretaría de Estado que operó entre 2015 y 2019, dependiendiendo de la Jefatura de Gabinete de Ministros del Poder Ejecutivo. Fue creado el 10 de diciembre de 2015 mediante vía decreto de necesidad y urgencia número 12/2015 
El "Plan Belgrano", prometía desarrollar el Norte argentino. Tanto su director como algunas de sus obras se encuentran investigadas por corrupción.

## Historia
El plan fue abarcaría las Tucumán, Salta, Santiago del Estero, Jujuy, CatamarcaMisiones, Chaco,
En 2017 a raíz de una denuncia de la Defensoría del pueblo se constanto la paralización de la renovación Belgrano Cargas planteada como una de las columnas vertebrales del plan en materia de transporte, mientras que el presupuesto para la línea sufrió fuertes recortes en el 2017, por lo que logró renovar únicamente 340 kilómetros de vías en dos años.En salta una pista del aeropuerto fue clausurada tras hundirse apenas seis meses después de ser inaugurada en el marco del Plan Belgrano.
 La Unidad Plan Belgrano que conducía José Cano tenía cuatro subsecretarías de Estado que en los hechos se superponian con dependencias de Interior, Energía y Transporte, generando una burocracia duplicada y conflicto de jurisdicción entre las dependencias estatales.lo que según funcionarios generó un desorden administrativo que no está claro cuando una obra debía estar a cargo de la secretaría específica, bajo la órbita de Interior y cuando en Energía.Semanas antes un puente en Oran construido como parte de las obras del plan belgrano colapso a poco de ser inaugurado. El puente inaugurado en abril de 2016 
ya había cedido a fines dd 2016 por una crecida del río Colorado y fue reconstruido por una empresa adjudicataria del plan belgrano en 2017 cuando colapso mientras pasaba un tren. El informe de la Auditoria General de la provincia de Salta determinó que la empresa encargada de las obras no contaba con antecedentes en el rubro de la construcción, había sido adjudicada vía directa sin licitación por las autoridades nacionales del Plan Belgrano, la empresa no poseía CUIT, ni registraba movimientos ante la Afip, había sido creada 72 horas antes de la adjudicación de la obra, la situación de la auditoria confirmó que el titular de la empresa adjudicataria era Pablo Emanuel López concejal de Cambiemos en Salta y vicepresidente de Jóvenes Pro en Salta capitalEl episodio generó denuncias por negligencia y pedidos de informe al gobierno nacional, el diputado nacional Javier David, expresó que "un año después de este festejo del Ministerio de Transporte de la Nación, se cayó el puente cuando pasaba el tren. En tanto el diputado salteño Pablo Kosiner expreso que desde el gobierno nacional se había asegurado que el puente estaba reparado y en condiciones”y advirtió que ningún cronograma de obras del Plan Belgrano se cumplió.
El Plan tenía una estructura de 60 funcionarios con un presupuesto anual de 110 millones sólo para pagar sueldos a esos funcionarios.
Para fines de su primer año no se licitó ninguna obra del promocionado Plan Belgrano. A fines de junio, Mauricio Macri firmó el decreto 979 para modificar partidas del Presupuesto 2016 vía decreto simple del poder ejecutivo. El decreto  presidencial incluyó anexos para desviar más de $60 mil  millones unos 4 mil millones de dólares del Plan Belgrano para financiar obras en la Ciudad de Buenos Aires, única jurisdicción gobernada por el PRO partido del presidente durante el año electoral. Obras en las que, además, las empresas beneficiadas estaban ligadas al Presidente y su familia. 
En 2017 el informe de  Auditoría General de la Nación sobre el Plan Belgrano 
detectó que no se ejecutó el presupuesto del programa habitacional, los únicos gastos aplicados fueron en concepto de consultoría. El plan nunca se ejecutó y el dinero proveniente del préstamo de la Cooperación Andina de Fomento (CAF) por 200 millones de dólares nunca llegó a sus destinatarios, tres años después de lanzado el programa su ejecución según los datos relevados por la auditoría era nula, caracterizado por el desvío de la ejecución, sumado a que los gastos en consultoría siguen siendo los únicos los únicos “gastos sustantivos” que fueron realizados.
En el año 2016 de los 85 mil millones la partida ejecutada fue prácticamente cero, mientras que para 2017 se pautaron 41.000 millones de pesos. pero ese año no hubo licitaciones, ni se realizó ninguna obra, según denunciaron diversos senadores. Además se paralizaron otras obras ferroviarias que se venían haciendo como el ramal C-13, C-14 (Tren de las Nubes) y C-15".Se denunciaron además decenas de oficinas fantasmas para nombrar militantes del radicalismo y el macrismo.
El decreto número 27/2015 de la misma fecha designó en el cargo al radical José Manuel Cano, excandidato a gobernador de la Provincia de Tucumán.
Hacía el año 2016 el organismo no ha logrado pasar de las promesas a las obras concretas y se enfrentaba a crecientes cuestionamientos de las provincias norteñas por la falta de obras.
En 2017 a raíz de una denuncia de la Defensoría del pueblo se constató la paralización de la renovación del Belgrano Cargas, planteada como una de las columnas vertebrales del plan en materia de transporte, mientras que el presupuesto para la línea sufrió fuertes recortes en el 2017, por lo que logró renovar únicamente 340 kilómetros de vías en dos años. En Salta, una pista del aeropuerto fue clausurada tras hundirse, apenas seis meses después de ser inaugurada en el marco del Plan Belgrano. Semanas antes un puente en Orán, construido como parte de las obras del Plan Belgrano, colapsó a poco de ser inaugurado. El puente inaugurado en abril de 2016,
ya había cedido a fines de ese año por una crecida del río Colorado y fue reconstruido por una empresa adjudicataria del Plan Belgrano en 2017, sin embargo el mismo volvió a colapsar al poco tiempo, mientras pasaba un tren. El informe de la Auditoría General de la provincia de Salta, determinó que la empresa encargada de las obras, no contaba con antecedentes en el rubro de la construcción, había sido adjudicada vía directa sin licitación por las autoridades nacionales del Plan Belgrano, no poseía CUIT ni registraba movimientos ante la AFIP y había sido creada 72 horas antes de ganar la adjudicación de la obra. El episodio generó denuncias por negligencia y pedidos de informe al gobierno nacional. El diputado nacional Javier David, expresó que "un año después de este festejo del Ministerio de Transporte de la Nación, se cayó el puente cuando pasaba el tren". En tanto el diputado salteño Pablo Kosiner, expreso que "desde el gobierno nacional se había asegurado que el puente estaba reparado y en condiciones" y advirtió que ningún cronograma de obras del Plan Belgrano se cumplió.
En 2018, el plan fue cuestionado a raíz de la muerte de tres niños del Pueblo Wichí, por mala nutrición y falta atención sanitaria, junto con la escasez de agua potable. El Plan fue puesto en entredicho a raíz de falta de planificación y el manejo discrecional de las obras hídricas, denunciandose el abandono de obras de agua potable. Si bien el Plan preveía una planificación hídrica integral para la provincia, estuvo casi en su totalidad destinado al apoyo político del por entonces intendente Gustavo Sáenz, aliado de Macri, dejando de lado los sectores más vulnerables de Salta, como son las comunidades originarias y al noreste provincial.En 2016 se dio un anuncio en tiempos electorales de la construcción del dique Potrero del Clavillo. Sin embargo, recién en septiembre de 2016 se anunció su licitación, con un presupuesto de $1100 millones. El director del plan José Cano  entonces candidato a gobernador aseguró que las obras comenzarían en 2017. Pese a utilizarse los fondos y varios pedidos de informe sobre el destino de los mismos las obras no habían iniciado al año 2023.Se denunciaron además punteros del radicalismo que en el marco del Plan prometían obras a los vecinos como asfaltar una calle a cambio de retornos y otras estafas.En 2018 la legislatura de Tucumán inicio una investigación sobre desvío de fondos del plan, dónde se dieron fuertes críticas al Plan Belgrano y a su titular José Cano, luego de las denuncias de corrupción que afectan al exdiputado radical y a personas de su entorno.
El vicepresidente de la Legislatura Ariel García perteneciente al mismo partido del titular del plan, crítico el Plan y reconoció las denuncias en  contra de José Cano.
Al respecto opinó 
"hemos descubierto que lleva apenas el 5% de la ejecución presupuestaria. El plan es una mentira, que dejen de engañar a la gente. No hay Plan Belgrano, si un escándalo de corrupción".
Desde 2018, a raíz de la crisis cambiaria que sufrió Argentina, el Plan experimentó un importante desfinanciamiento. 
En mayo de 2019 apenas seis meses de ser inaugurada la pista del aeropuerto de Salta realizada en el marco del plan Belgrano tuvo un hundimiento después de una lluvia, se denunció además que pese a los 334 millones de pesos gastados nunca terminaron de arreglarla, mientras que jamás de realizaron la pista secundaria y la ampliación del estacionamiento.en octubre de ese año tras perder las elecciones el gobierno nacional suspendió, por falta de fondos, freno el arreglo de 10 calles en el barrio salteño Convivencia dejando zanjones y acumulamiento de basura.idéntica situación se repitió en otros lugares donde pese a 114 millones de pesos gastados por el plan Belgrano solo se habían asfaltados dos cuadras En las Lajistas se denunció que empresas privadas realizaban obras en sus instalaciones propias con fondos públicos del Plan.En el caso de reparación de un tramo de  vías suspendió la obra porque el Estado Nacional adeudaba desde noviembre de 2019 pagos  por más de 1300 millones de pesos.Ese mes el Congreso denunció que el presidente firmó un DNU que reasigna fondos para empresas beneficiadas ligadas a Macri entre ellos su amigo y supuesto testaferro Nicolás Caputo y su primo Angelo Calcaterra por 70 mil millones de pesos.
Para comienzos de 2017 ante el creciente déficit fiscal, el aumento de la pobreza al nivel más alto en dos décadas, la inflación galopante y el aumento del riesgo país, cayeron varios contratos, mientras que el gobierno anunció la paralización de las obras y la suspensión de las licitaciones entre ellas los trabajos en las rutas 34 y 9 del corredor NOA y las rutas 12 y 16 del corredor NEA y la cancelación del puente Chaco Corrientes.
Informes independientes de Auditorias revelaron que tras cuatro años y el gasto de decenas de miles de millones de pesos solo habían comenzado el 12 por ciento de las obras prometidas. Se denunció además que la mayoría de los proyectos propuestos estaban basados en el marketing electoral y no en necesidades de la población del Norte.Para 2017 
tenía un presupuesto de 95.000 el 67% del total se destino al pago de salarios de los funcionarios del plan y ni uno de los pesos asignados fue a obras de infraestructura.Además del desvío de fondos por 60.000 millones de pesos.La AGN alertó sobre la “casi nula” ejecución de viviendas del Plan Belgrano.
Un informe aprobado por el Colegio de Auditores Generales dio cuenta que sólo se utilizó el 1% del presupuesto solo para gastos de consultoría, comisiones e intereses. Del presupuesto total del programa fue de U$S93.800.000 de los cuales 75 millones provinieron de un préstamo de la Comisión Andina de Fomento y 18.800.000 de aporte local.“Hay una baja ejecución financiera y son casi nulas las obras e inversiones establecidas en el contrato original”.
Tanto su director, como parte de las obras del plan, se encuentran investigadas por corrupción.Durante tres años, la iniciativa fue centro de las críticas de los gobernadores y legisladores que se quejaron por la demora en la concreción de las obras anunciadas.
Los gobernadores de Tucumán y Salta, Manzur y Urtubey, fueron los más duros. Varios   gobernadores calificaron como un “fracaso” el Plan y cuestionaron con dureza el desempeño de José Cano, su primer titular, al punto de pedir su renuncia.Años después su propio titular admitiría que el plan había sido un fracaso pero que no estaba dispuesto a abandonar la coalición de gobierno.En 2017 se denunció en Tucumán que camiones provenientes del Ministerio de Desarrollo Social, de la Nación descargaban electrodomésticos, camas y colchones comprados por la Unidad Plan Belgrano en San Miguel de Tucumán a  entregando de manera irregular bienes del Estado nacional en vehículos particulares y camiones de la capital tucumana con la intención de "comprar votos" para favorecer al candidato del macrismo en Tucumán.
En 2019 el titular del Plan Belgrano, José Cano y otros funcionarios del plan fueron imputados por un  negociado con medicamentos y pedidos de coimas entre,ellos Alberto Darnay, coordinador de Enlace con el Plan Belgrano y el PAMI; Osvaldo Barreñada, dirigente del radicalismo tucumano; y el empresario Octavio Accardi financista de la campaña de Cambiemos en Tucumán.
En 2018 el plan volvió a ser objeto del escrutinio público tras conocerse la muerte de tres niños del Pueblo Wichí evidenciando la  falta de planificación y el manejo discrecional con las obras hídricas del Plan. Desde 2017 millones de pesos del plan destinado a comunidades originarias fueron desviados a otros fines. El plan Belgrano preveía un plan hídrico integral para la provincia, pero estuvo casi en su totalidad destinado al apoyo político del por entonces intendente Gustavo Sáenz aliado del gobierno nacional. Tras las denuncias generalizadas de mala nutrición y la falta de atención sanitaria y la escasez de agua potable en la región salteña.

## Medio ambiente
El Plan fue señalado por falta de planificación y por fomentar la deforestación y el monocultivo de soja.A través del Programa de estímulo Agrícola del Plan Belgrano se generaron millonarios  subsidios para grandes productores exportadores de soja en Salta, Jujuy, Formosa, Santiago del Estero, Tucumán, etc. Lo que ocasionó la destrucción de miles de hectáreas de bosque nativo para reemplazarlo por soja Los subsidios irrestrictos a productores de soja en zonas próximas a bosques naturales produjo degradación de ambientes, aumento de inundaciones y de pérdida de biodiversidad. Para 2019 Argentina había alcanzado una de las más altas tasas de deforestación de América del Sur.

## Presupuesto
En junio de 2016, Macri firmó el decreto 979 para modificar partidas del "Presupuesto 2016". Este decreto incluyó en sus anexos, autorizaciones para redirigir fondos por más de $60 mil millones de pesos para financiar obras de transporte en la Ciudad Autónoma de Buenos Aires y alrededores. Distintos medios de comunicación dieron cuenta que estos fondos serían «extraídos de la partida originalmente destinada al Plan Belgrano.»Pese a todo el plan no tuvo presupuesto propio sino que abarcaba todos los fondos que la Nación giraba a esos distritos contándose cómo fondos del plan dinero destinado a jubilados, planes sociales y otros planes y programas ministeriales.